# Stertor
Ne doit pas être confondu avec Stridor.

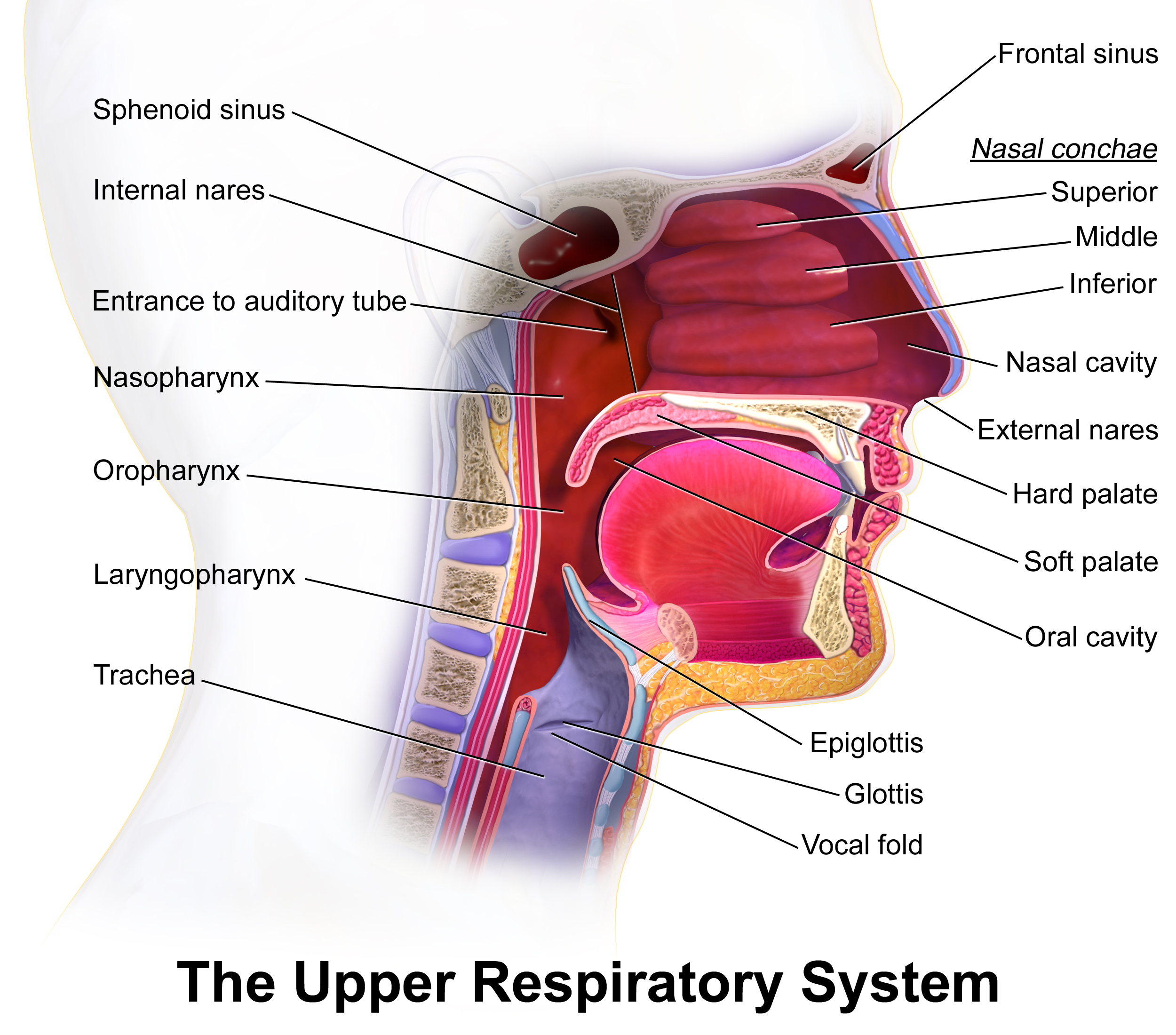
Système respiratoire supérieur

Stertor est un terme médical désignant une respiration bruyante et intense, accompagnée d'un ronflement. On l'appelle parfois « Gasp ».
Un stertor se retrouve lors de coma profond, d'une agonie ou dans la phase de récupération d'une crise d'épilepsie généralisée tonico-clonique.
Le sujet respire la bouche ouverte, le voile du palais, langue et pharynx hypotoniques. On note parfois une hypersécrétion bronchique majorant la gêne respiratoire.
La respiration est dite stertoreuse.

## Source
- Larousse médical